# Zhang Lu (astronauta)
Zhang Lu (Hunão, novembro de 1976) é um taikonauta do Exército de Libertação Popular. Entrou no exército em agosto de 1996; entrou no Partido Comunista da China em abril de 1999 e serviu como piloto de caça da Força Aérea, além de ter servido como diretor de combate aéreo em uma base de treinamento. Em maio de 2010 ele foi selecionado como parte do segundo grupo de taikonautas.

## Biografia
Ele estudou na Escola Primária de Chengguan, no Condado de Hanshou; na Escola Primária Zhanle Poor e na Primeira Escola Primária de Hanshou. Formou-se na Academia de Aviação da Sétima Força Aérea em 2000 e tornou-se piloto de uma aeronave de ataque Keung-5.
Em 28 de novembro de 2022 ele foi anunciado como parte da Shenzhou 15, sendo lançado no dia seguinte.